# Polypedates otilophus
Polypedates otilophus és una espècie de granota que viu a l'illa de Borneo, (a Brunei, Indonèsia i Malàisia), des del nivell del mar fins als 1000 m d'altura. Les poblacions de Java i Sumatra que anteriorment es consideraven de la mateixa espècie ara es classifiquen com a Polypedates pseudotilophus.
Viu en boscos de terra baixa però també se la troba en hàbitats alterats, com ara plantacions de palmeres d'oli de palma. Habita l'estrat arbori i l'arbustiu i cria en tolls formats per la pluja. Pon el ous en nius d'escuma suspesos sobre el corrent de manera que quan els capgrossos surten de l'ou cauen a l'aigua.
La principal amenaça a la seva conservació és la pèrdua del seu hàbitat natural per la desaparició dels boscos pluvials tropicals de terra baixa, per l'aprofitament fustaner i per fer espai a plantacions de palmeres per produir oli de palma.